# Акбидай
Акбидай (каз. Ақбидай, до 2020 г. — Красный Свет) — село в Байтерекском районе Западно-Казахстанской области Казахстана. Входит в состав Раздольненского сельского округа. Код КАТО — 274453200.

## Население
В 1999 году население села составляло 174 человека (94 мужчины и 80 женщин). По данным переписи 2009 года, в селе проживало 169 человек (96 мужчин и 73 женщины).